# Vendetta napoletana (Maria)
Vendetta napoletana (Maria) è un film del 1980, diretto da Ernst Hofbauer.

## Trama
Un tassista greco d'origini napoletane e la sua giovane moglie Maria, una cameriera tedesca, si trasferiscono a Mykonos per costruirsi una nuova vita. Qua la ragazza subisce violenza da parte di un gruppo di ragazzi, i quali - nonostante le accuse - rimangono a piede libero. La disperazione porterà Maria al suicidio, mentre il suo fidanzato, pieno di rancore, si macchierà di omicidio.